# Arraiolos
Arraiolos é uma vila portuguesa do distrito de Évora, e englobada na sub-região Alentejo Central (NUT III) e na Região Alentejo (NUT II), com cerca de 3146 habitantes (2021). É sede do Município de Arraiolos que tem 683,75 km² de área e 6 619 habitantes (2021), subdividido em 5 freguesias. O município é limitado a norte pelos municípios de Mora e Sousel, a leste por Estremoz, a sul por Évora, a sudoeste por Montemor-o-Novo e a noroeste por Coruche.  
O município é composto por 5 freguesias: Arraiolos (3 146 habitantes) Vimieiro (1 335 habitantes), Igrejinha (961 habitantes), União de Freguesias de Gafanhoeira e Sabugueiro (740 habitantes), União de Freguesias de S.Gregório e Santa Justa (437 habitantes).  
O município de Arraiolos destaca-se pela sua História, Património, Gastronomia e Vinhos. De facto, o município de Arraiolos, e o seu clima particular, produz conceituados vinhos, principalmente das adegas do Monte da Ravasqueira, Comenda Grande, Herdade das Mouras de Arraiolos, entre outros.

## Património
Arraiolos possui diverso, que revela a multiplicidade e a diversidade de povos que habitaram esta região, influenciando o património edificado, o património imaterial e o artesanato desta vila tipicamente alentejana. O Castelo de Arraiolos é o monumento mais conhecido da vila, um dos únicos castelos circulares do mundo, altaneiro em relação ao casario caiado de branco, castelo situado a mais de 410 m de altitude, contendo a Igreja Matriz do Salvador, monumento anterior ao próprio castelo, com um interior ornamentado a frescos. O Convento Pousada de Nossa Senhora da Assunção, antigo Convento dos Loios, antigo convento transformado em pousada, em 1995, depois de várias décadas de abandono, possui uma igreja com painéis de azulejos dos séculos XVII e XVIII. A Igreja da Misericórdia de Arraiolos, situada no centro histórico da vila, na conhecida Rua dos Tapetes (Rua Alexandre Herculano), apresenta uma simplicidade exterior, mas um riquíssimo interior, com um rodapé de azulejos do século XVI, um teto em frescos, datado do século XVI, com motivos geométricos e simétricos, que se pensa inspirado nos tapetes de Arraiolos, um conjunto de painel de azulejos do séculos XVII e XVIII, com as obras de misericórdia e um altar, em talha dourada, do século XVI.
O Palácio dos Condes de Vimieiro e o seu obelisco, apesar de em ruínas, é também uma referência do património do município. Destaca-se também o Palácio da Sempre Noiva, a Fonte da Pedra.

## Artesanato
Os Tapetes de Arraiolos são o símbolo incontornável da Vila de Arraiolos. Com séculos de história, bordados à mão por gerações e gerações de bordadeiras, fazem parte do artesanato mais conhecido de Portugal, estando a ser preparada a sua candidatura a Património da Humanidade. São o expoente do conhecimento passado de gerações em gerações, sendo um artesanato de valor impar, espalhado pelos quatro cantos do mundo. Existe em Arraiolos o Centro Interpretativo do Tapete de Arraiolos, na Praça do Município, onde se pode conhecer toda a história dos tapetes, bem como os processos de produção, desde a lã, ao produto final. 
O município também é rico em Montado, pelo que artigos em cortiça também fazem parte do artesanato local, tal como os artigos em barro.
Outro elemento tradicional são as Cadeiras Alentejanas, em madeira, ornamentadas com cores garridas.

## Gastronomia
Para além dos locais de interesse histórico, Arraiolos tem também características únicas no que toca à gastronomia. Por exemplo, os pastéis de toucinho, doce original desta terra, com marca já registada por uma pastelaria local. As empadas, um salgado típico, de massa tenra recheada com carne de galinha, também já tiveram direito a destaque durante um festival gastronómico. Assumindo a sua importância sociocultural e económica, a gastronomia é parte integrante da oferta turística de qualidade que Arraiolos lhe quer dar. Os pratos de porco, de borrego”, de vitela, as sopas alentejanas, as açordas e as migas realçam a diversidade da gastronomia, ligada ao mundo rural, preservado, com toda a sua importância cultural, representando um contributo para desenvolver e promover o rico património histórico do município e potencializar as capacidades na área do turismo.
Entre as atividades gastronómicas encontram-se as Semanas Gastronómicas/Estabelecimentos de Restauração – Fevereiro/Setembro, e a Mostra Gastronómica e Feira dos Tapetes de Arraiolos-Pavilhão – Fim Outubro/Inicio Novembro.

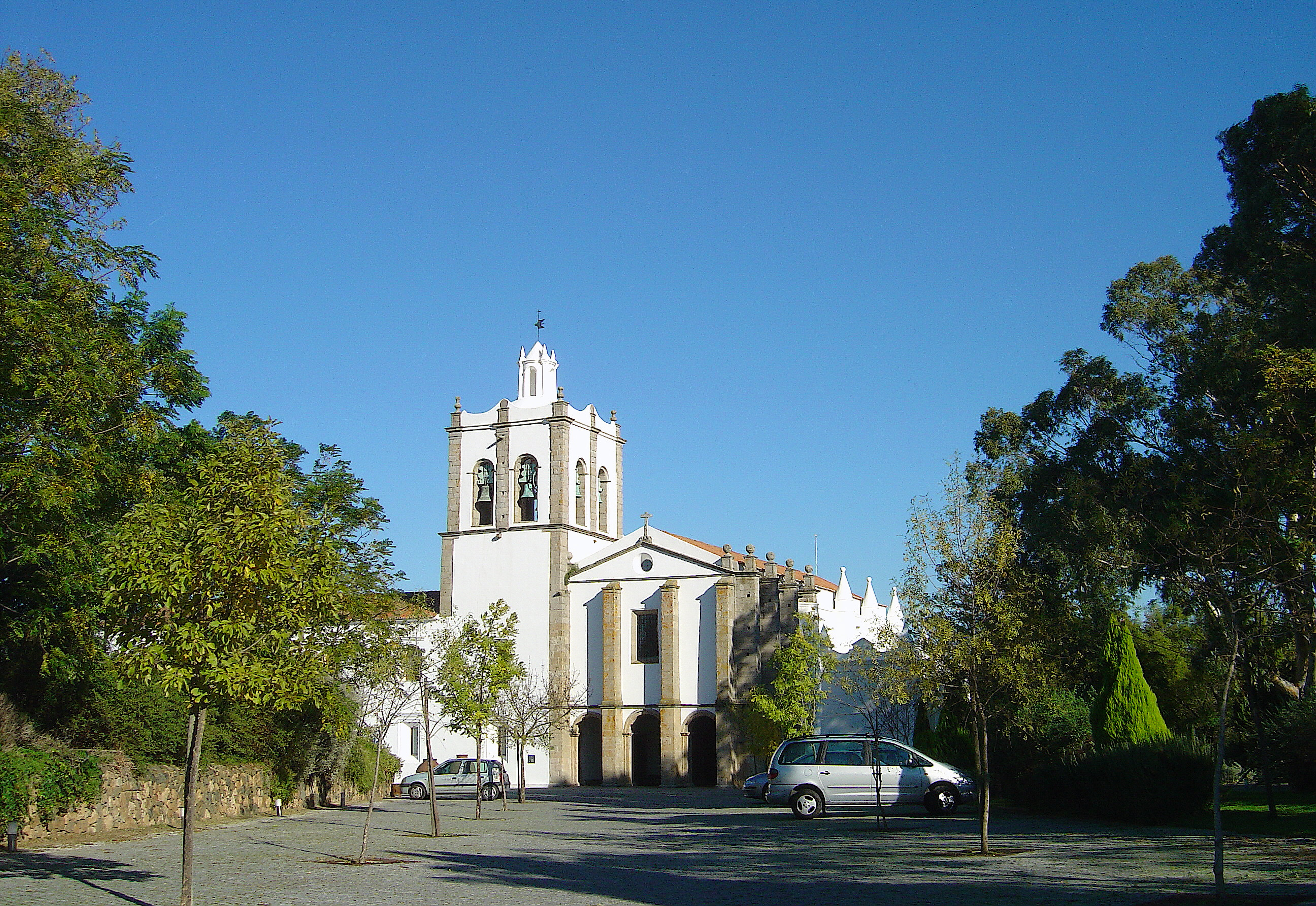
Convento dos Loios, Arraiolos

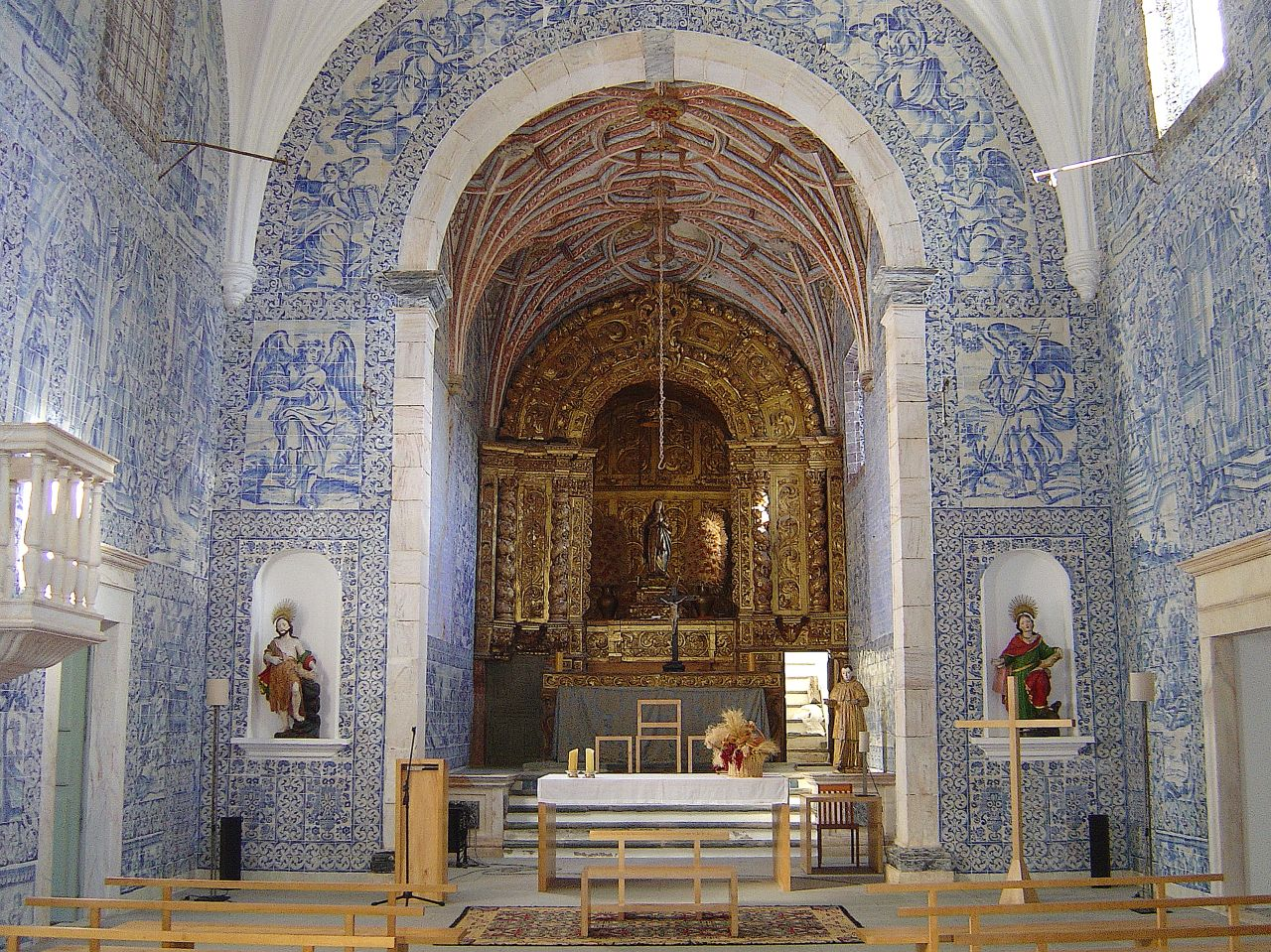
Convento dos Loios, Arraiolos

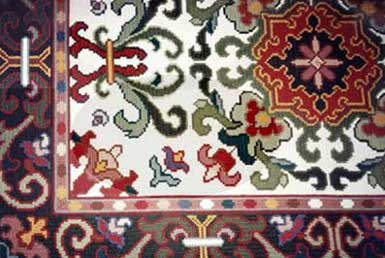
Tapete de Arraiolos

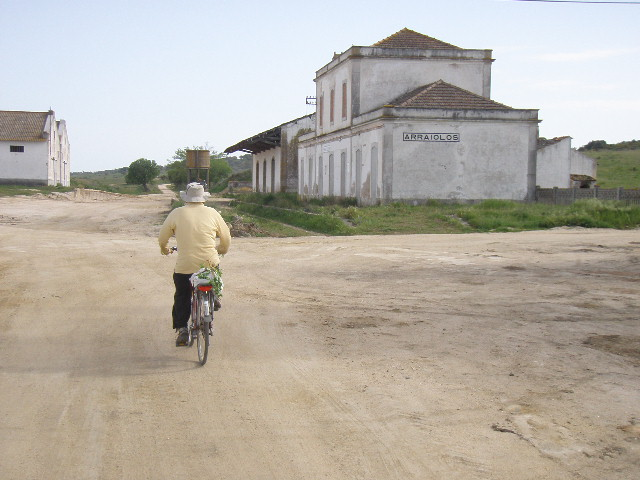
Antiga estação de Arraiolos com Ecopista

## Economia
As atividades do setor primário determinam a economia do município, principalmente a produção de leite, a extração de cortiça, a produção de vinhos -- e a extração de granitos. Em termos industriais, destacam-se as empresas ligadas à metalurgia, a indústria dos tapetes e as pequenas indústrias de enchidos, licores, queijos e mel. Em termos dos serviços, o comércio é visível, mas o turismo assume um papel preponderante na economia.

## Lazer e natureza
Por todo o município, existem áreas de lazer e de contacto com a natureza: (1) Jardim Público, (2) Parque Infantil de Arraiolos, (3) Parque Urbano de Vimieiro, (4) Fonte e Parque de Merendas do Vimieiro, (5) Ecopista de Arraiolos, (6) Barragem do Divor, (7) Percurso "Entre Pontos e Colinas", (8) Trilhos do Rio Divor (Aldeia da Serra).

## Cultura e artes
- Museu Sub-Tenente António Bernardino Apolónio Piteira
- Associação Cultural de Arraiolos "Casa das Artes": Grupo de "ballet", sevilhanas, tempos livres, ginástica.
- Associação Dupla Personalidade: Eventos Culturais (Arraiolos' Arte; Arraiolos Cultural Weekend)
- Rancho Etnográfico "Os Camponeses de Arraiolos"
- NRG - Grupo de Dança de Santana do Campo
- Associação Cultural Imprensa
- Associação Recreativa e Cultural de Igrejinha
- Sociedade Filarmónica 1.º de Abril Vimieirense: banda filarmónica, grupos musicais
- Associação de Jovens de Arraiolos
- Sociedade Musical União Vimieirense: banda filarmónica, grupo de teatro, grupo de percussões
- Associação JOVEM - Jovens Vimieirenses em Movimento
- Aldeia da Terra
- Residência de artistas - Córtex Frontal

## Associações humanitárias e de solidariedade
- Santa Casa da Misericórdia de Arraiolos
- Santa Casa da Misericórdia de Vimieiro
- Núcleo de Voluntariado de Arraiolos
- Centro Paroquial e Social de Arraiolos
- Núcleo de Dadores de Sangue de Arraiolos
- Associação Humanitária dos Bombeiros Voluntários de Arraiolos
- Grupo de Dadores de Sangue da Associação Humanitária dos Bombeiros Voluntários de Arraiolos

## Salas de espetáculos
Existem em todo o município vários espaços dedicados à cultura e aos espetáculos: (1) Pavilhão Multiusos de Arraiolos, (2) Pavilhão Multiusos de Vimieiro, (3) Pavilhão Multiusos de São Pedro da Gafanhoeira, (4) Cineteatro de Arraiolos, (5) Centro Cultural de Arraiolos, (6) Biblioteca Municipal de Arraiolos.

## Desporto
- Clube BTT Furões do Alentejo
- Núcleo Cicloturismo de Arraiolos
- LCDA - Lusitano Clube Desportivo Arraiolense
- Futebol Clube de Santana do Campo
- Clube da Pesca Desportiva de Arraiolos
- Gafanhori - Clube de Orientação da Gafanhoeira-Arraiolos
- Clube Alentejano de Desportos Vimieirense
- Associação de Cicloturismo de Vimieiro
- Sociedade Columbófila Arraiolense
- Sociedade Columbófila Flor do Alentejo
- Clube de Malha "Os Malhadores de Arraiolos"

Existem campos de futebol e polidesportivos em todas as freguesias do município, destacando-se o Estádio Municipal Cunha Rivara, o Complexo Desportivo da Manizola em Arraiolos (piscinas, polidesportivo e circuito de manutenção) e o Pavilhão Gimnodesportivo de Arraiolos.

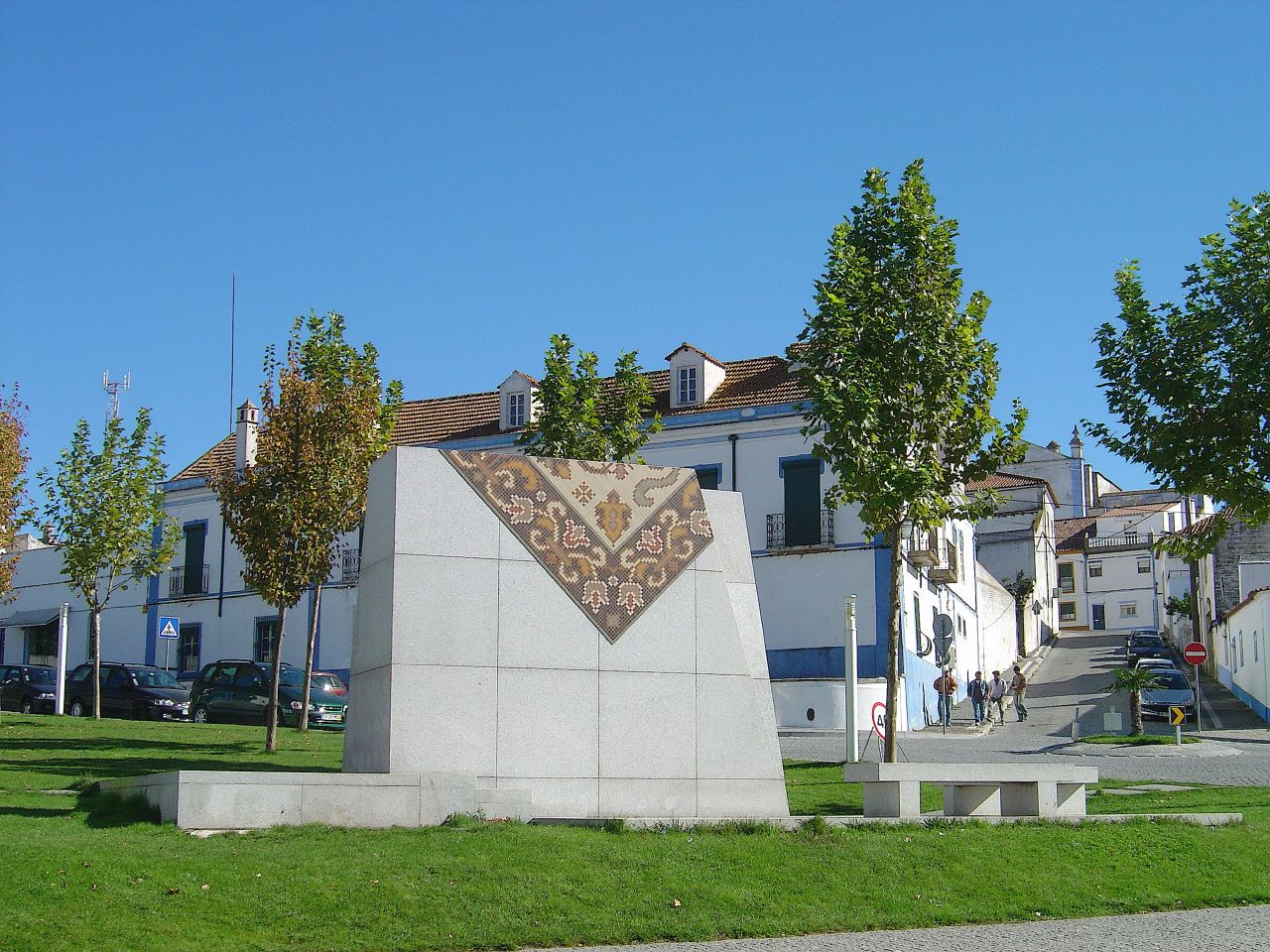
Largo Dórdio Gomes
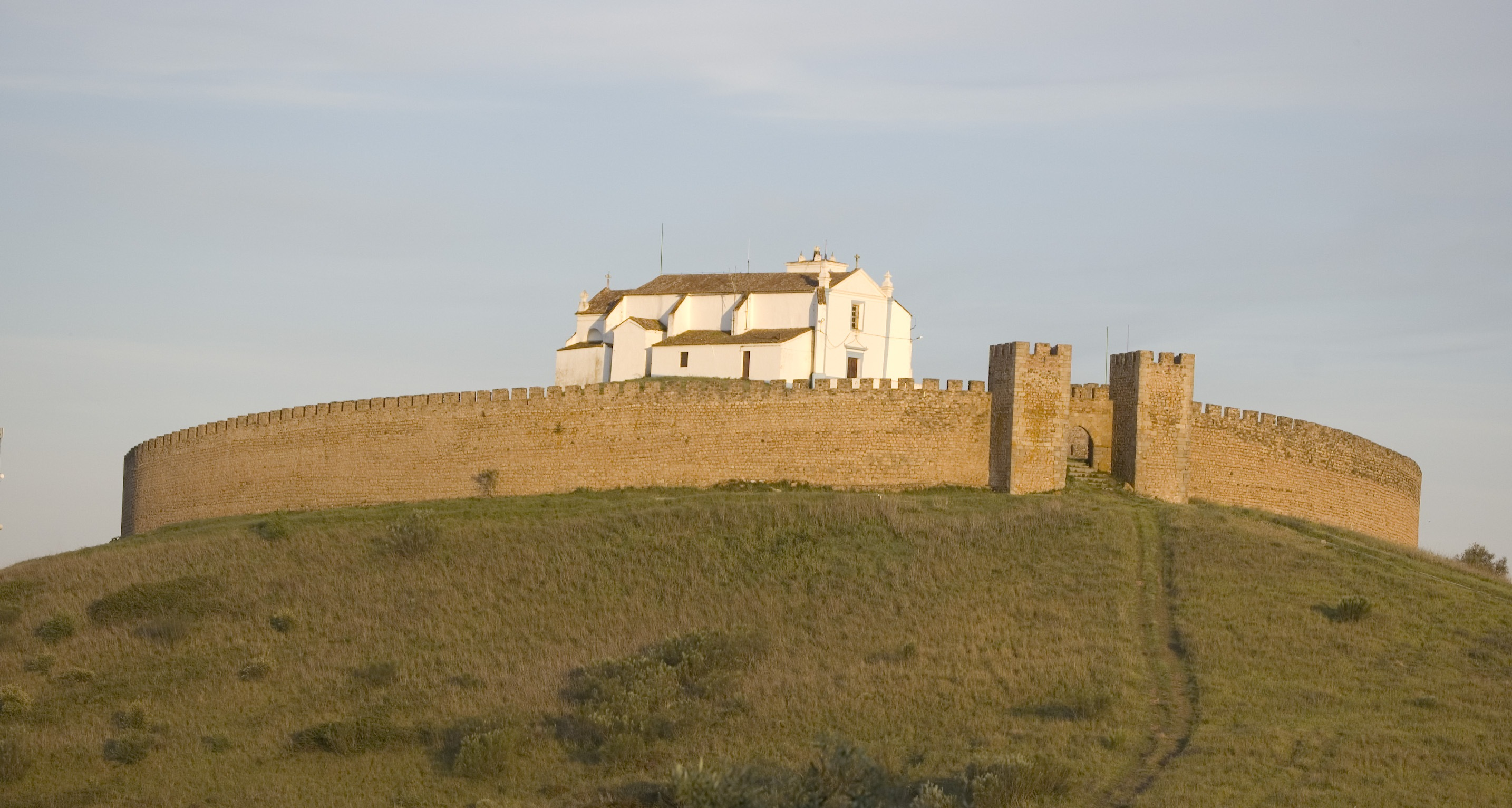
Castelo de Arraiolos
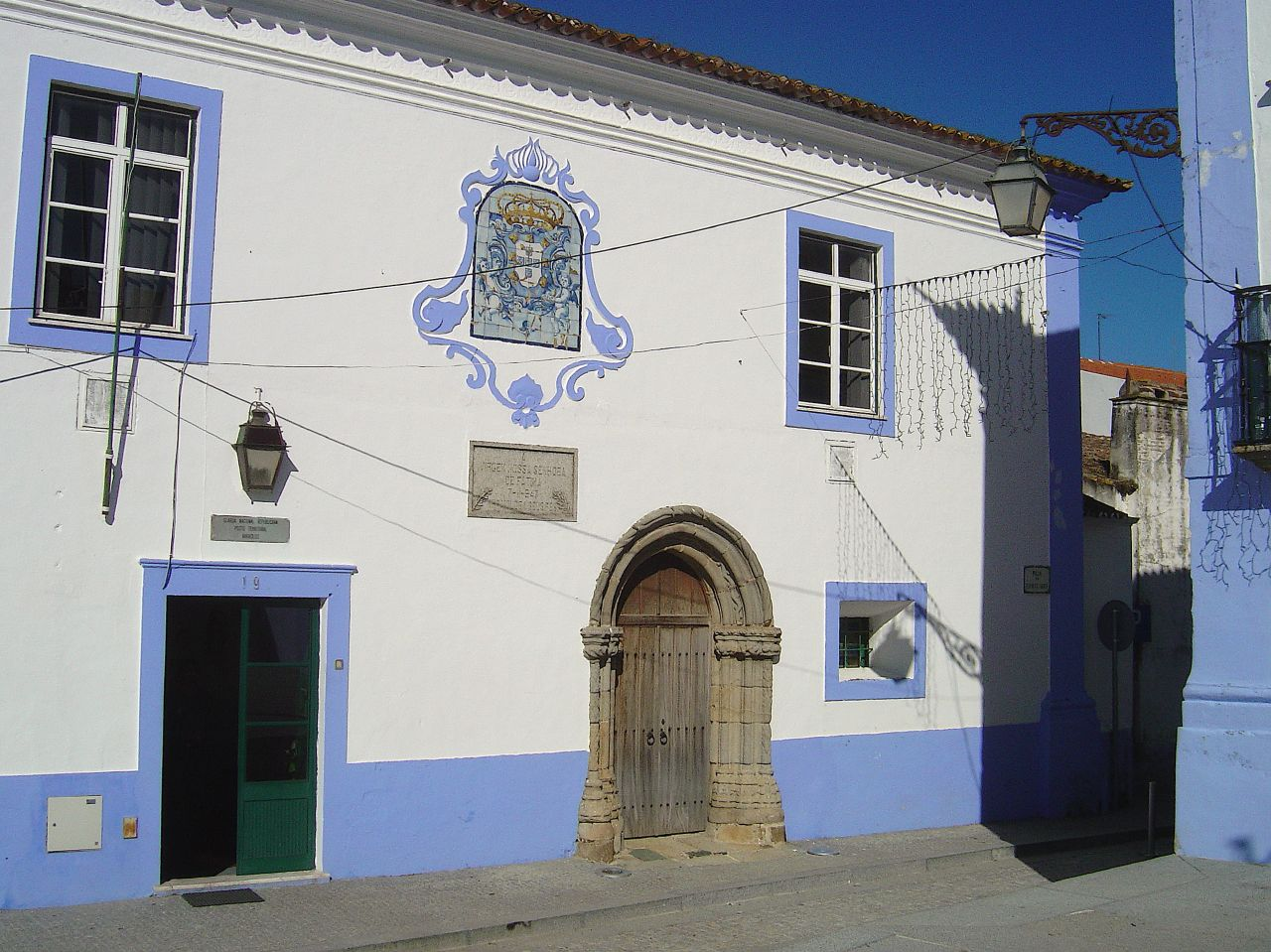
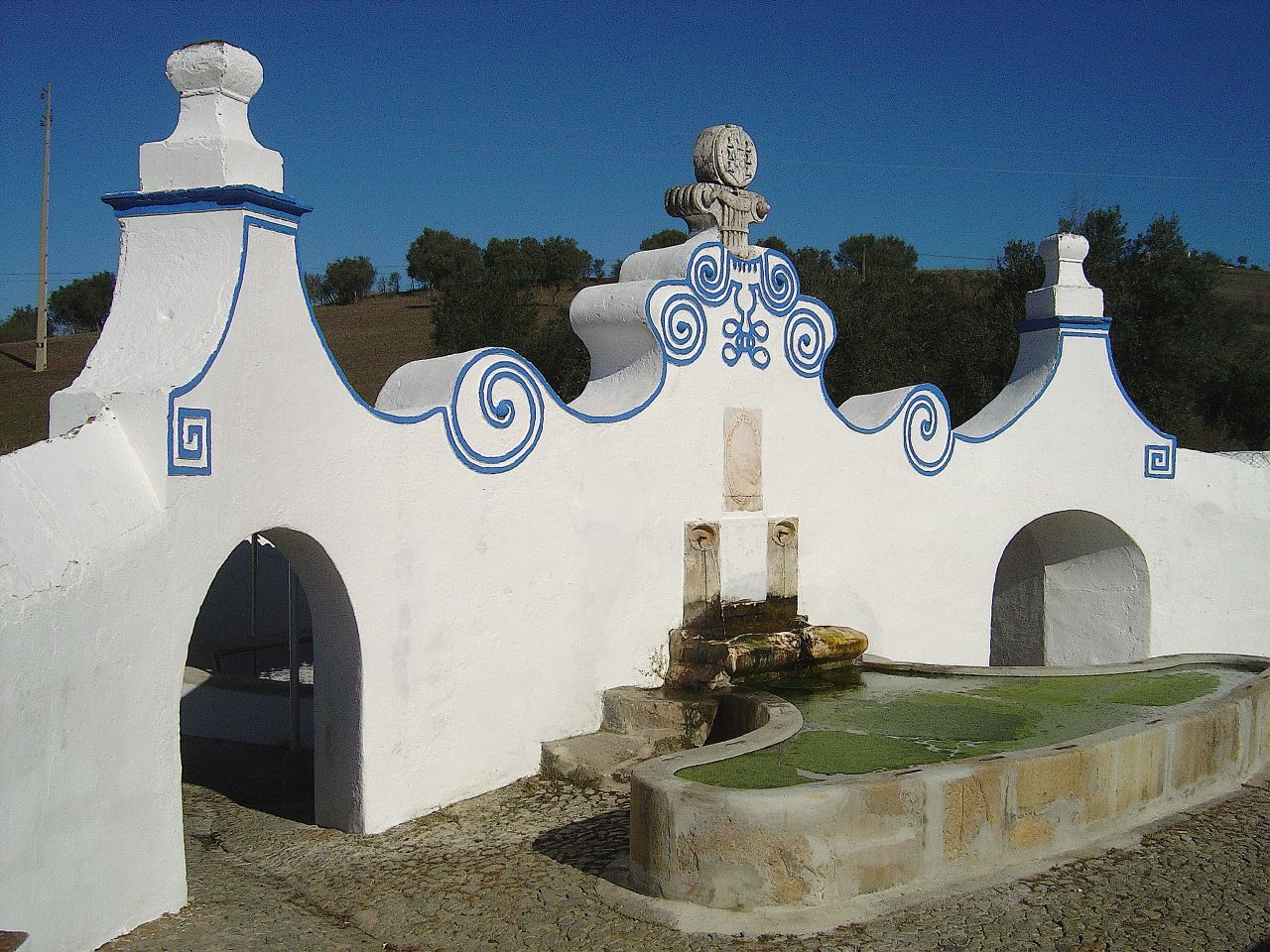
Fonte da Pedra

## Freguesias

Freguesias do município de Arraiolos.

O município de Arraiolos está dividido em 5 freguesias:
- Arraiolos (sede)
- Gafanhoeira (São Pedro) e Sabugueiro
- Igrejinha
- São Gregório e Santa Justa
- Vimieiro

## Evolução da população do município
De acordo com os dados do INE o distrito de Évora registou em 2021 um decréscimo populacional na ordem dos 8.5% relativamente aos resultados do censo de 2011. No concelho de Arraiolos esse decréscimo rondou os 10.1%. 

| Número de habitantes ★ | Número de habitantes ★ | Número de habitantes ★ | Número de habitantes ★ | Número de habitantes ★ | Número de habitantes ★ | Número de habitantes ★ | Número de habitantes ★ | Número de habitantes ★ | Número de habitantes ★ | Número de habitantes ★ | Número de habitantes ★ | Número de habitantes ★ | Número de habitantes ★ | Número de habitantes ★ | Número de habitantes ★ |
| ---------------------- | ---------------------- | ---------------------- | ---------------------- | ---------------------- | ---------------------- | ---------------------- | ---------------------- | ---------------------- | ---------------------- | ---------------------- | ---------------------- | ---------------------- | ---------------------- | ---------------------- | ---------------------- |
| 1864                   | 1878                   | 1890                   | 1900                   | 1911                   | 1920                   | 1930                   | 1940                   | 1950                   | 1960                   | 1970                   | 1981                   | 1991                   | 2001                   | 2011                   | 2021                   |
| 7 318                  | 8 847                  | 8 478                  | 8 638                  | 10 100                 | 10 700                 | 11 260                 | 13 148                 | 13 009                 | 12 786                 | 11 050                 | 10 883                 | 9 207                  | 8 616                  | 7 363                  | 6 606                  |

★ Número de habitantes "residentes", ou seja, que tinham a residência oficial neste município à data em que os censos  se realizaram.
| Número de habitantes por Grupo Etário ★★ | Número de habitantes por Grupo Etário ★★ | Número de habitantes por Grupo Etário ★★ | Número de habitantes por Grupo Etário ★★ | Número de habitantes por Grupo Etário ★★ | Número de habitantes por Grupo Etário ★★ | Número de habitantes por Grupo Etário ★★ | Número de habitantes por Grupo Etário ★★ | Número de habitantes por Grupo Etário ★★ | Número de habitantes por Grupo Etário ★★ | Número de habitantes por Grupo Etário ★★ | Número de habitantes por Grupo Etário ★★ | Número de habitantes por Grupo Etário ★★ | Número de habitantes por Grupo Etário ★★ |
| ---------------------------------------- | ---------------------------------------- | ---------------------------------------- | ---------------------------------------- | ---------------------------------------- | ---------------------------------------- | ---------------------------------------- | ---------------------------------------- | ---------------------------------------- | ---------------------------------------- | ---------------------------------------- | ---------------------------------------- | ---------------------------------------- | ---------------------------------------- |
|                                          | 1900                                     | 1911                                     | 1920                                     | 1930                                     | 1940                                     | 1950                                     | 1960                                     | 1970                                     | 1981                                     | 1991                                     | 2001                                     | 2011                                     | 2021                                     |
| 0-14 Anos                                | 2 634                                    | 3 341                                    | 3 629                                    | 3 738                                    | 4 018                                    | 3 542                                    | 3 025                                    | 1 880                                    | 1 658                                    | 1 338                                    | 998                                      | 912                                      | 736                                      |
| 15-24 Anos                               | 1 529                                    | 1 580                                    | 1 892                                    | 2 521                                    | 2 263                                    | 2 248                                    | 2 181                                    | 1 405                                    | 1 293                                    | 1 051                                    | 936                                      | 694                                      | 607                                      |
| 25-64 Anos                               | 3 733                                    | 4 027                                    | 4 350                                    | 5 131                                    | 5 861                                    | 6 115                                    | 6 553                                    | 5 460                                    | 4 397                                    | 4 017                                    | 3 711                                    | 3 825                                    | 3 360                                    |
| = ou > 65 Anos                           | 439                                      | 542                                      | 601                                      | 659                                      | 820                                      | 953                                      | 1 027                                    | 1 065                                    | 1 535                                    | 1 801                                    | 1 971                                    | 1 932                                    | 1 903                                    |

★★ De 1900 a 1950 os dados referem-se à população "de facto", ou seja, que estava presente no município à data em que os censos se realizaram. Daí que se registem algumas diferenças relativamente à designada população residente)

## Política

### Eleições autárquicas[7]
| Data | %            | V            | %     | V     | %      | V      | %              | V       | %              | V       | %              | V      | %              | V   | %       | V       | %  | V  | Participação |                |
| Data | FEPU/APU/CDU | FEPU/APU/CDU | PS    | PS    | GDUP   | GDUP   | AD             | AD      | PPD/PSD        | PPD/PSD | CDS-PP         | CDS-PP | PRD            | PRD | PSD-CDS | PSD-CDS | BE | BE | Participação |                |
| ---- | ------------ | ------------ | ----- | ----- | ------ | ------ | -------------- | ------- | -------------- | ------- | -------------- | ------ | -------------- | --- | ------- | ------- | -- | -- | ------------ | -------------- |
| Data | 1976         | 59,22        | 3     | 32,65 | 2      | 3,43   | -              |         |                |         |                |        |                |     |         |         |    |    |              | 77,57 / 100,00 |
| 1979 | 62,58        | 4            | 9,42  | -     |        |        | 26,02          | 1       | AD             | AD      | AD             | AD     | 84,65 / 100,00 |     |         |         |    |    |              |                |
| 1982 | 67,42        | 4            | 23,86 | 1     |        |        |                |         |                |         | 79,64 / 100,00 |        |                |     |         |         |    |    |              |                |
| 1985 | 68,46        | 4            |       |       | 24,07  | 1      | 4,16           | -       | 76,28 / 100,00 |         |                |        |                |     |         |         |    |    |              |                |
| 1989 | 63,10        | 4            | 10,94 | -     | 21,90  | 1      |                |         | 68,62 / 100,00 |         |                |        |                |     |         |         |    |    |              |                |
| 1993 | 63,22        | 4            | 9,64  | -     | 23,53  | 1      | 70,19 / 100,00 |         |                |         |                |        |                |     |         |         |    |    |              |                |
| 1997 | 60,33        | 4            | 20,96 | 1     | 13,18  | -      | 1,75           | -       | 67,24 / 100,00 |         |                |        |                |     |         |         |    |    |              |                |
| 2001 | 60,92        | 4            | 24,17 | 1     | 10,04  | -      |                |         | 63,21 / 100,00 |         |                |        |                |     |         |         |    |    |              |                |
| 2005 | 63,33        | 4            | 21,81 | 1     | CDS-PP | CDS-PP | PPD/PSD        | PPD/PSD | 10,34          | -       | 67,17 / 100,00 |        |                |     |         |         |    |    |              |                |
| 2009 | 64,04        | 4            | 24,54 | 1     | CDS-PP | CDS-PP | PPD/PSD        | PPD/PSD | 7,45           | -       | 66,30 / 100,00 |        |                |     |         |         |    |    |              |                |
| 2013 | 54,73        | 3            | 33,78 | 2     | 4,69   | -      | 1,21           | -       |                |         | 64,89 / 100,00 |        |                |     |         |         |    |    |              |                |
| 2017 | 58,99        | 4            | 26,16 | 1     | 7,37   | -      |                |         | 3,19           | -       | 64,14 / 100,00 |        |                |     |         |         |    |    |              |                |
| 2021 | 58,98        | 4            | 26,22 | 1     | CDS-PP | CDS-PP | PPD/PSD        | PPD/PSD | 9,42           | -       |                |        | 63,34 / 100,00 |     |         |         |    |    |              |                |

### Eleições legislativas
| Data | %     | %     | %    | %     | %     | %        | %     | %     | %    | %     | %    | %   | %       | % | %  | %  |
| Data | PCP   | PS    | CDS  | PSD   | UDP   | APU/ CDU | AD    | FRS   | PRD  | PSN   | BE   | PAN | PSD CDS | L | CH | IL |
| ---- | ----- | ----- | ---- | ----- | ----- | -------- | ----- | ----- | ---- | ----- | ---- | --- | ------- | - | -- | -- |
| 1976 | 53,17 | 24,67 | 7,82 | 5,92  | 1,57  |          |       |       |      |       |      |     |         |   |    |    |
| 1979 | APU   | 13,06 | AD   | AD    | 1,28  | 57,18    | 23,19 |       |      |       |      |     |         |   |    |    |
| 1980 | APU   | FRS   | AD   | AD    | 0,87  | 54,93    | 25,57 | 14,09 |      |       |      |     |         |   |    |    |
| 1983 | APU   | 17,21 | 3,50 | 15,61 | 0,58  | 58,51    |       |       |      |       |      |     |         |   |    |    |
| 1985 | APU   | 11,59 | 2,44 | 15,67 | 1,00  | 53,26    | 11,74 |       |      |       |      |     |         |   |    |    |
| 1987 | CDU   | 10,46 | 1,57 | 27,20 | 0,41  | 47,52    | 6,08  |       |      |       |      |     |         |   |    |    |
| 1991 | CDU   | 19,65 | 2,45 | 28,74 |       | 40,63    | 0,63  | 0,99  |      |       |      |     |         |   |    |    |
| 1995 | CDU   | 32,42 | 3,45 | 16,85 | 0,67  | 41,95    |       |       |      |       |      |     |         |   |    |    |
| 1999 | CDU   | 37,04 | 3,06 | 14,98 |       | 39,11    | 0,16  | 1,21  |      |       |      |     |         |   |    |    |
| 2002 | CDU   | 36,66 | 2,75 | 19,58 | 35,35 |          | 1,44  |       |      |       |      |     |         |   |    |    |
| 2005 | CDU   | 43,55 | 1,93 | 13,27 | 32,50 | 4,27     |       |       |      |       |      |     |         |   |    |    |
| 2009 | CDU   | 29,13 | 5,00 | 13,45 | 36,27 | 10,13    |       |       |      |       |      |     |         |   |    |    |
| 2011 | CDU   | 24,85 | 6,24 | 20,66 | 35,98 | 4,17     | 0,77  |       |      |       |      |     |         |   |    |    |
| 2015 | CDU   | 32,85 | PSD  | CDS   | 33,86 | 7,06     | 1,04  | 17,40 | 0,49 |       |      |     |         |   |    |    |
| 2019 | CDU   | 33,03 | 2,20 | 12,60 | 31,79 | 7,98     | 1,76  |       | 0,52 | 1,29  | 0,41 |     |         |   |    |    |
| 2022 | CDU   | 43,47 | 0,50 | 15,26 | 24,26 | 3,08     | 0,74  | 0,61  | 6,79 | 2,18  |      |     |         |   |    |    |
| 2024 | CDU   | 33,49 | AD   | AD    | 19,87 | 16,79    | 4,94  | 0,92  | 2,07 | 15,29 | 2,40 |     |         |   |    |    |